# Niohra
Ozero Negro (ryska: Озеро Негро) är en sjö i Belarus.   Den ligger i voblasten Vitsebsks voblast, i den norra delen av landet, 250 km nordost om huvudstaden Minsk. Ozero Negro ligger 182 meter över havet. Arean är 0,25 kvadratkilometer. Den sträcker sig 0,6 kilometer i nord-sydlig riktning, och 0,8 kilometer i öst-västlig riktning.
I omgivningarna runt Ozero Negro växer i huvudsak blandskog. Runt Ozero Negro är det glesbefolkat, med 10 invånare per kvadratkilometer.